# Đenaši
Đenaši (en serbe cyrillique : Ђенаши) est un village du sud du Monténégro, dans la municipalité de Budva.

## Démographie

### Évolution historique de la population
| 1948 | 1953 | 1961 | 1971 | 1981 | 1991 | 2003 |
| ---- | ---- | ---- | ---- | ---- | ---- | ---- |
| 24   | 21   | 98   | 238  | 336  | 0    | 3    |